# Mikita Xevtxenko
Mikita Xevtxenko (ucraïnès: Микита Русланович Шевченко, nascut 26 gener 1993 a Hòrlivka, Donetsk Oblast, Ucraïna) és un futbolista professional ucraïnès que juga com a porter pel FC Xakhtar Donetsk en la lliga ucraïnesa de futbol.

## Carrera
Xevtxenko fou membre de diferents equips de futbol nacionals juvenils d'Ucraïna. Va ser convocat com a membre de la selecció de futbol d'Ucraïna sub-18 per l'entrenador Oleh Kuznetsov l'estiu de 2010, però no va jugar a cap partit.
Xevtxenko va ser convocat com a part de la selecció absoluta d'Ucraïna en la UEFA Euro 2016.